# نغار (إيران)
نغار (بالفارسية: نگار) هي منطقة سكنية تقع في إيران في البلدة المركزية. يقدر عدد سكانها بـ 9,291 نسمة .